# Stormfågel
Den här artikeln behandlar fågelarten stormfågel. För musikgruppen med samma namn, se Stormfågel (musikgrupp).
Stormfågel (Fulmarus glacialis) är en havsfågel i familjen liror (Procellariidae) inom ordningen stormfåglar (Procellariiformes). Tillsammans med sydstormfågeln (Fulmarus glacialoides) utgör släktet Fulmarus. Fågeln häckar cirkumpolärt i subarktiska och arktiska områden, men även i Västeuropa. IUCN kategoriserar den som livskraftig.

## Utseende
Stormfågeln påminner ytligt om en liten och kompakt trut, men är inte alls nära besläktad med dessa. I jämförelse ser de tjurnackade och kort- och tjocknäbbade ut. Stormfågeln finns i mörk, mellanmörk (även kallad intermediär) och ljus fas. Den är askgrå på ovansidan, vit på undersidan och med gul näbb. Kroppslängden är 44–50 centimeter och vingspannet 101–117 centimeter och den glider oftast på stela, raka vingar över vattenytan. 
Utseendemässigt skiljer den sig endast lite ifrån sydstormfågeln som dock är ljusare och har mörka vingspetsar.

## Utbredning och systematik

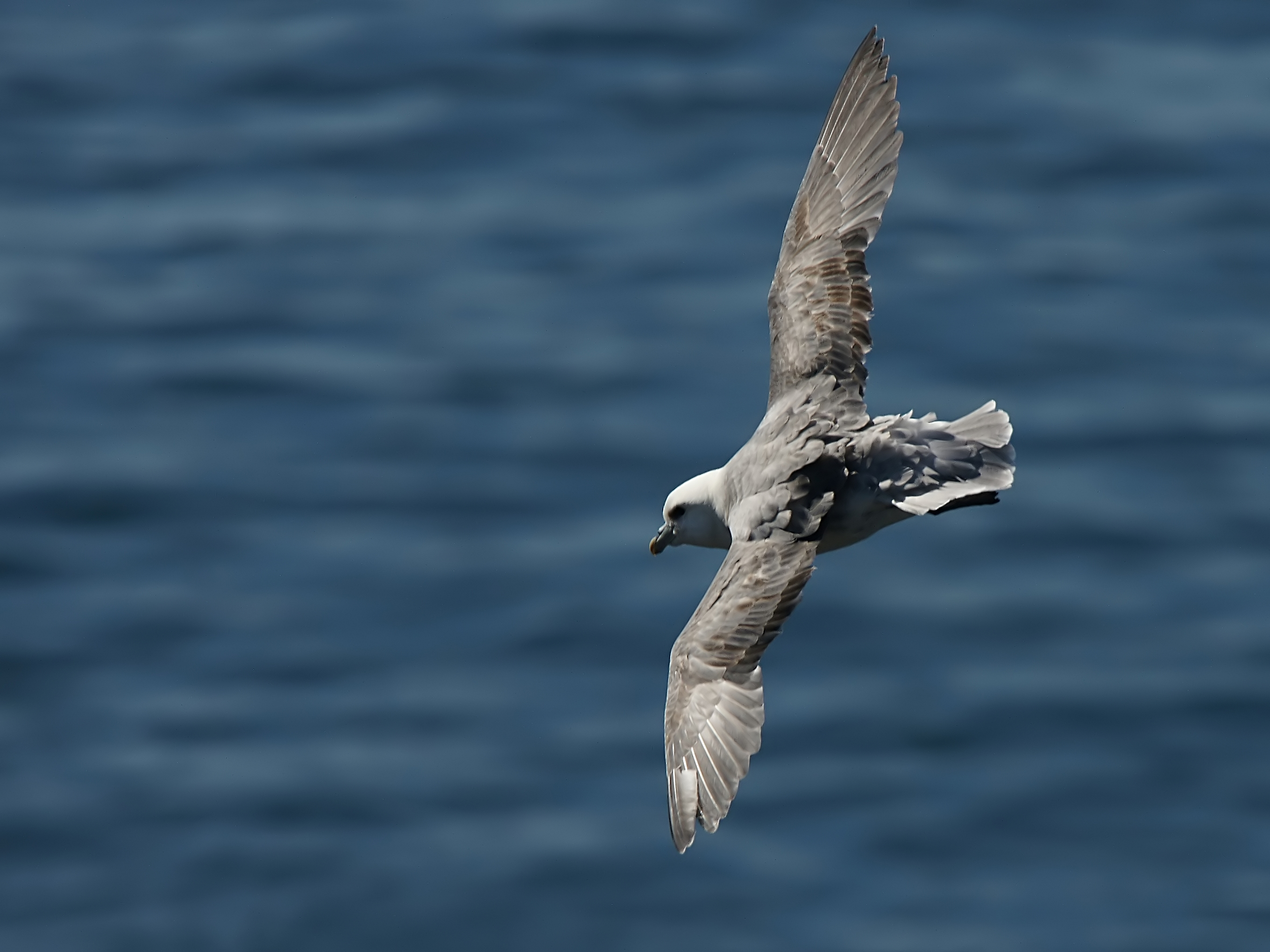
Flygande stormfågel.

Stormfågeln häckar i subarktiska och arktiska områden, exempelvis på Island, Färöarna och Spetsbergen. Den häckar även i Storbritannien vars population spred sig från ön St. Kilda till norra Skottland under 1800-talet och till resterande områden under 1930-talet. När den inte häckar är den en utpräglat pelagisk art.

### Förekomst i Sverige
Vid västliga stormar, främst på hösten men ibland även på våren, kan de ses längs Sveriges västra kust.

### Taxonomi
Arten beskrevs första gången 1761 som Fulmarus glacialis av Linné baserat på ett specimen från Spetsbergen norr om polcirkeln. Den nordliga stormfågeln tillsammans med sin systerart sydstormfågeln utgör släktet Fulmarus som i sin tur ingår i familjen Procellariidae.
Stormfågeln delas oftast upp i tre underarter:
- Fulmarus glacialis glacialis – nominatformen som häckar i högarktiska regionen i norra Atlanten.
- atlantstormfågel[5] Fulmarus glacialis auduboni – häckar längre söderut än glacialis, i den arktiska och boreala regionen i norra Atlanten.
- Fulmarus glacialis rodgersii – häckar utefter Sibiriens och Alaskas kuster.

Tidigare har sydstormfågel ibland kategoriserats som underart till stormfågel.

## Ekologi

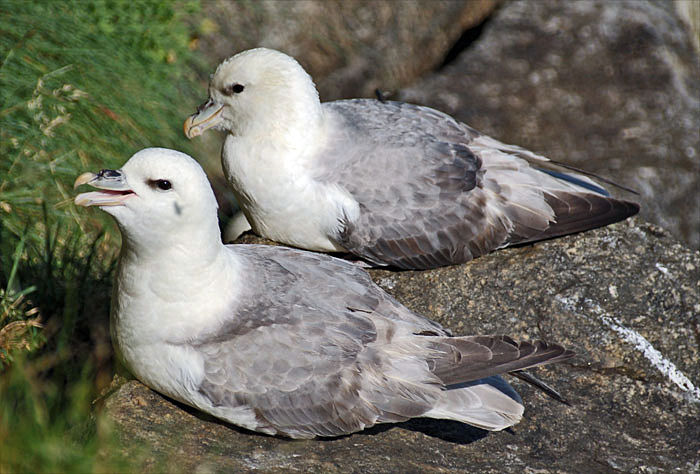
Häckande stormfåglar på norska Runde.

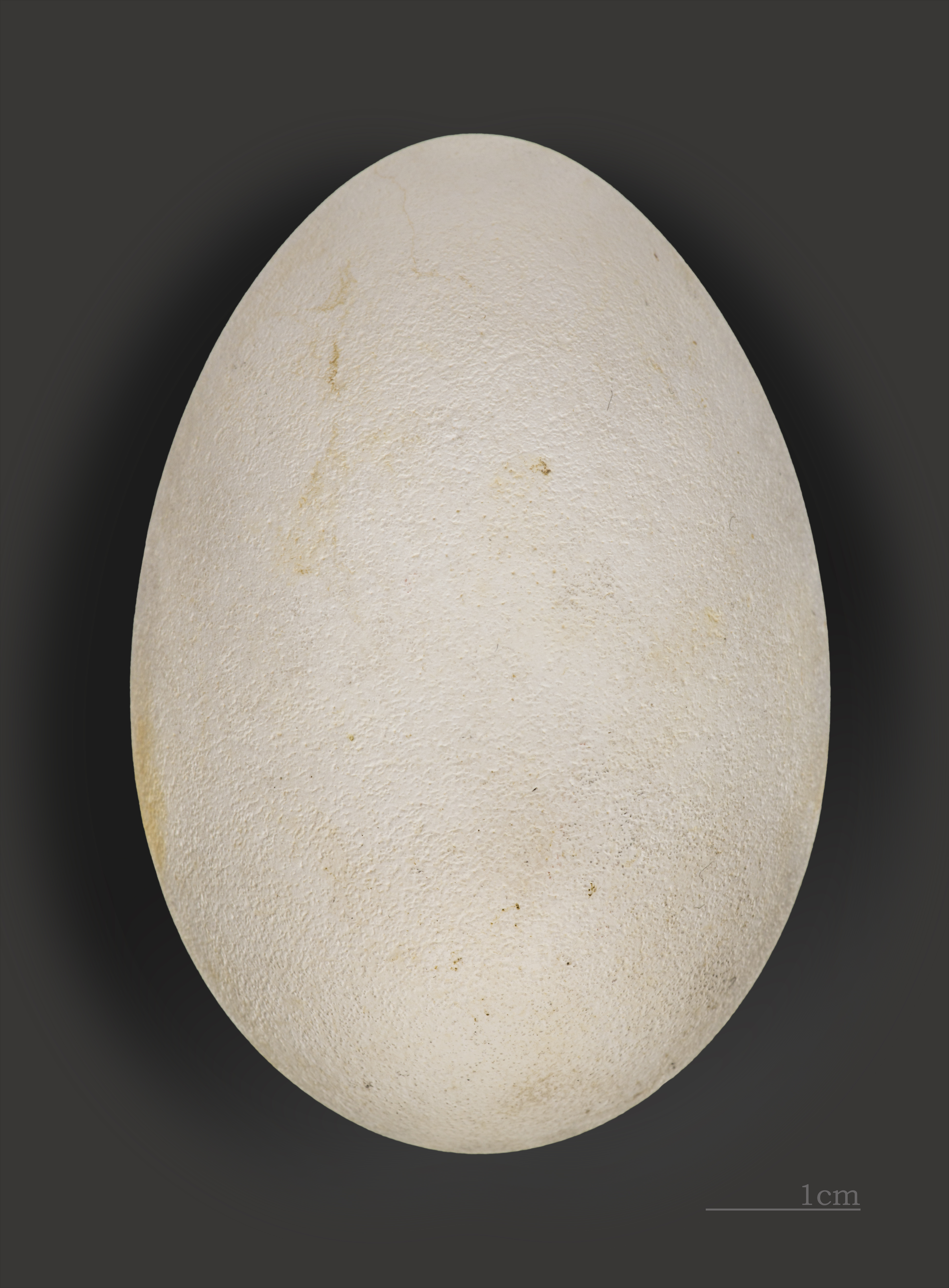
Stormfågelns ägg.

Stormfågeln häckar på branta klippväggar på öar och liknande, ibland i mycket stora fågelkolonier. Till skillnad från många av de andra mindre arterna inom ordningen är stormfågeln varken nattaktiv eller bygger bon i jordhålor utan lägger sitt enda vita ägg direkt på berget eller i en mindre fördjupning som fodras med växtdelar. Häckande fåglar och ungar kan försvara sig genom att spruta ut magsäckens hela illaluktande, traniga innehåll (magolja) mot sin fiende. 
Stormfågeln är långlivad och det finns dokumenterade individer som uppnått 40 år och mer, exempelvis var den fjärde äldsta fågelindividen i Europas en stormfågel som var över 43 år när den dog. Födan utgörs av levande och döda havsdjur och även valkött. 

## Stormfågeln och människan

### Status och hot
Artens utbredningsområde är stort, med en uppskattad utbredning på 50 000–100 000 km² och detta utbredningsområde har ökat under de senaste hundra åren, förmodligen på grund av tillgången på fiskrens från den kommersiella fiskeflottan. Denna utbredningsökning har speciellt varit tydlig kring de brittiska öarna. Världspopulationen uppskattas till mellan åtta miljoner och 32 miljoner individer. Studier har visat att världspopulationen påverkas negativt av plastskräp som flyter omkring i världshaven.

### Namn
Stormfågeln kallades förr för havshäst, även stavat hafhäst eller havhest, vilket fortfarande är det norska namnet på fågeln. I slutet av 1800-talet kallade Nordsjöfiskare den för tjalk. Förr kallades den i bohuslänska skärgården även för malemack eller mallemuk, som också är artens danska namn. Det kommer från holländska och betyder "dum mås". På engelska betecknar istället mollymawk albatrosser tillhörande släktet Thalassarche. När Andrée på sin färd mot Nordpolen skrev om dessa fåglar kallade han dem för havhäst.